# Bruno Lima Penido
Bruno Lima Penido (Belo Horizonte, 1 de setembro de 1978 — Rio de Janeiro, 21 de março de 2020) foi um roteirista, jornalista, escritor, autor e diretor brasileiro.

## Biografia
Formado em jornalismo, trabalhou como repórter na Folha de S.Paulo, e também como correspondente em Buenos Aires.
Foi um dos autores da telenovela Verdades Secretas (2015), obra vencedora do Prêmio Emmy Internacional 2016, em que colaborou com Walcyr Carrasco e Maria Elisa Berredo. Colaborador de Cao Hamburger em Malhação Viva a Diferença (2017-2018), também escreveu o seriado A Cara do Pai (2016-2017), como colaborador de Daniel Adjafre em Deus Salve o Rei. Também atuou como roteirista do programa de variedades Vídeo Show, foi repórter e correspondente internacional do jornal Folha de S.Paulo e jornalista do canal de notícias GloboNews.

## Morte
Bruno morreu no dia 21 de março de 2020, aos 41 anos. Segundo informações, Bruno sofria de depressão e se suicidou atirando-se da janela de seu apartamento no Rio de Janeiro.